# Tariel Zidiridis
Tariel Zidiridis rodným jménem Šmagi Sonyšvili (* 20. prosince 1987) je bývalý gruzínský zápasník – judista, sambista, který od roku 2003 reprezentoval Řecko.

## Sportovní kariéra
Pochází z obce Mčadydžvari (მჭადიჯვრი) v okresu Dušeti. Od mala se věnoval národnímu zápasu a v nedalekém Dzalisi sambu a judu. V roce 2002 využil nabídku reprezentovat Řecko, které posilovalo svůj judistický tým k blížícím se domácím olympijských hrám v Athénách v 2004. V rámci urychlení získání občanství podstoupil adopci. V rámci toho mu byl úředně snížen věk, aby splnil podmínku adopce do 18 let. Za Řecko tak nastupoval pod jménem Tariel Zidiridis s ročníkem narození 1987. Jeho skutečný ročník narození je však 1984. Sníženého věku využil v juniorských věkových kategoriích, kterým v pololehké váze do 66 kg dominoval. Stal se juniorským mistrem světa a Evropy a dorosteneckým mistrem Evropy. Mezi muži se v řecké judistické reprezentaci prosadil v roce 2007. V roce 2008 se kvalifikoval na olympijské hry v Pekingu, kde vypadl v prodloužení úvodního kola s Američanem Taylorem Takatou. Sportovnímu kariéru ukončil s novými pravidla juda v roce 2010 – zákaz úchopu od pasu dolů.
Po skončení sportovní kariéry se usadil v Řecku, kde byl v roce 2018 souzen jako člen gruzínského gangu vykrádačů bytů.

### Výsledky
| Turnaj             | 2003 | 2004 | 2005 | 2006 | 2007 | 2008 | 2009 |
| Turnaj             | 16*  | 17*  | 18*  | 19*  | 20*  | 21*  | 22*  |
| Turnaj             | −66  | −66  | −66  | −66  | −66  | −66  | −66  |
| ------------------ | ---- | ---- | ---- | ---- | ---- | ---- | ---- |
| Olympijské hry     |      | —    |      |      |      | úč.  |      |
| Mistrovství světa  | —    |      | —    |      | úč.  |      | —    |
| Mistrovství Evropy | —    | —    | úč.  | —    | 7.   | úč.  | úč.  |
| ME do 23 let       | 3.   | 1.   | 3.   | —    | 1.   | —    | —    |
| MS juniorů         |      | 5.   |      | 1.   |      |      |      |
| ME juniorů         | úč.  | 1.   | 3.   | 7.   |      |      |      |
| ME dorostenců      | 1.   |      |      |      |      |      |      |

### Olympijské hry a mistrovství světa
| Olympijské hry a mistrovství světa | Olympijské hry a mistrovství světa | Olympijské hry a mistrovství světa | Olympijské hry a mistrovství světa | Olympijské hry a mistrovství světa | Olympijské hry a mistrovství světa | Olympijské hry a mistrovství světa | Olympijské hry a mistrovství světa |
| Kolo                               | Výsledek                           | Bilance                            | Soupeř                             | Výsledek                           | Datum                              | Turnaj                             | Místo                              |
| 2008 Olympijské hry do 66 kg       | 2008 Olympijské hry do 66 kg       | 2008 Olympijské hry do 66 kg       | 2008 Olympijské hry do 66 kg       | 2008 Olympijské hry do 66 kg       | 2008 Olympijské hry do 66 kg       | 2008 Olympijské hry do 66 kg       | 2008 Olympijské hry do 66 kg       |
| ---------------------------------- | ---------------------------------- | ---------------------------------- | ---------------------------------- | ---------------------------------- | ---------------------------------- | ---------------------------------- | ---------------------------------- |
| 1/32                               | prohra                             | 3-3                                | Taylor Takata (USA)                | 5:29 (gs) / kučiki-taoši           | 10. srpna 2008                     | Olympijské hry                     | Peking, Čína                       |
| 2007 Mistrovství světa do 66 kg    |                                    |                                    |                                    |                                    |                                    |                                    |                                    |
| opravy                             | prohra                             | 3-2                                | Miklós Ungvári (HUN)               | 00014 / 11001                      | 15. září 2007                      | Mistrovství světa                  | Rio de Janeiro, Brazílie           |
| opravy                             | vítězství                          | 3-1                                | Justin Flores (USA)                | 1000 / 0000                        | 15. září 2007                      | Mistrovství světa                  | Rio de Janeiro, Brazílie           |
| opravy                             | vítězství                          | 2-1                                | P. Nsenga Ngoy (COD)               | 1000 / 0000                        | 15. září 2007                      | Mistrovství světa                  | Rio de Janeiro, Brazílie           |
| 1/32                               | prohra                             | 1-1                                | Yordanis Arencibia (CUB)           | 0000 / 1000                        | 15. září 2007                      | Mistrovství světa                  | Rio de Janeiro, Brazílie           |
| 1/64                               | vítězství                          | 1-0                                | Dastan Ükübajev (KAZ)              | 1000 / 0000                        | 15. září 2007                      | Mistrovství světa                  | Rio de Janeiro, Brazílie           |